# كارل باول (لاعب كرة قدم أمريكية)
كارل باول (بالإنجليزية: Carl Powell)‏ هو لاعب كرة قدم أمريكية أمريكي، ولد في 4 يناير 1974 في ديترويت في الولايات المتحدة.

## وصلات خارجية
- كارل باول على موقع مرجع كرة القدم المحترفة.كوم (الإنجليزية)